# William Grenfell
William Henry Grenfell, 1. Baron Desborough of Taplow (ur. 30 października 1855 w Westminster, zm. 9 stycznia 1945 w Hertford) – brytyjski szermierz oraz polityk, srebrny medalista olimpijski.
Kształcił się w Harrow School, a następnie w Balliol College Uniwersytetu Oksfordzkiego, który ukończył w 1879 roku. W 1938 Uniwersytet Oksfordzki nadał mu honorowy doktorat prawa cywilnego.
Zasiadał w Parlamencie Zjednoczonego Królestwa Wielkiej Brytanii i Irlandii Północnej z ramienia Partii Liberalnej z okręgów Salisbury (1880–1886) i Hereford (1892–1893). Do parlamentu powrócił w 1900 roku jako deputowany Partii Konserwatywnej do Izby Gmin z okręgu Wycombe.
W styczniu 1906 król Wielkiej Brytanii Edward VII nadał mu tytuł barona.
Wziął udział w olimpiadzie w Atenach w 1906 roku, gdzie Brytyjczycy w składzie: William Grenfell, Cosmo Duff-Gordon, Charles Newton-Robinson i Edgar Seligman zdobyli srebrny medal w szpadzie drużynowej. Był to jego jedyny występ olimpijski. Podczas ceremonii otwarcia tej imprezy był chorążym reprezentacji Wielkiej Brytanii.
Odznaczony Królewskim Orderem Wiktoriańskim (Komandor – 1907, Kawaler Komandor – 1908, Kawaler Krzyża Wielkiego – 1925) oraz Orderem Podwiązki (1928).
Grenfell był też działaczem sportowym. Był między innymi prezydentem Amateur Fencing Association, Marylebone Cricket Club i Lawn Tennis Association. W latach 1905–1913 był prezesem Brytyjskiego Komitetu Olimpijskiego oraz członkiem Międzynarodowego Komitetu Olimpijskiego.